# NGC 5445
NGC 5445 је лентикуларна галаксија у сазвежђу Ловачки пси која се налази на NGC листи објеката дубоког неба.
Деклинација објекта је + 35° 1' 29" а ректасцензија 14h 3m 31,3s. Привидна величина (магнитуда) објекта NGC 5445 износи 13,0 а фотографска магнитуда 14,0. NGC 5445 је још познат и под ознакама UGC 8976, MCG 6-31-55, CGCG 191-42, PGC 50090.